# Ernst und Martha Ott-Stiftung
Die Ernst und Martha Ott-Stiftung wurde 1994 von der Unternehmerin Martha Ott zum Gedenken an ihren verstorbenen Ehemann Ernst Ott errichtet. Sie hat die Rechtsform einer allgemeinen (d. h. nicht kommunalen oder kirchlichen) Stiftung des bürgerlichen Rechts mit Sitz in Ichenhausen.
Zweck der Stiftung ist „die Unterstützung schwangerer Frauen und allein erziehender Mütter, von Jugendlichen in Not und von Kindern aus sozial schwachen Familien, die schulische oder erzieherische Hilfe benötigen“.
Vorsitzender der Stiftung war zunächst der damalige Günzburger Landrat Georg Simnacher. Nach dem Tod der Stiftungsgeberin Martha Ott im Jahr 2007 übernahm deren Enkelin Ulrike Förster dieses Amt.
Das Stiftungskapital beträgt 2 Millionen Euro. In den ersten 20 Jahren ihres Bestehens konnte die Ernst und Martha Ott-Stiftung zwischen 1994 und 2014 knapp 1,6 Millionen Euro an Fördergeldern für soziale Zwecke im schwäbischen Landkreis Günzburg ausschütten; bis Ende 2023 wuchs dieser Betrag auf 1,9 Millionen Euro.